# 保田妙本寺
保田妙本寺（ほたみょうほんじ）は千葉県安房郡鋸南町吉浜にある寺院。正式呼称は中谷山妙本寺。日興の法脈を継承する富士門流に属し、静岡県駿東地方に分布する富士五山や京都要法寺・伊豆実成寺とともに、同門流の興門八本山を構成している。
その他の通称としては、千葉妙本寺・安房妙本寺・吉浜妙本寺なども用いられる。
戦国時代には里見氏の保護を受け、また寺側も同氏に城砦として寺を提供して対後北条氏との戦いにおいて最前線基地となっていた事が里見氏の古文書などから明らかにされている。また、4代・日郷から49世・日邦までは小泉久遠寺と両山一首制（1人の貫首が2ヶ寺を兼務する事）が採られ「久妙両山」と称せられていた。

## 沿革
- 1338年（延元3年）3月11日、足利尊氏、保田妙本寺の坊地を安堵す。
- 1341年（興国2年）2月12日、薩摩阿日睿、保田妙本寺において日郷より教えを受ける。
- 1353年（正平8年）4月8日、保田日郷、本尊聖教類を吉浜宝蔵に安置し衆徒を誡む。同日、吉浜法華堂〔妙本寺〕を南条時綱の子牛王丸〔日伝〕に付嘱し牛王丸出家まで吉浜法華堂を山城房日明に託す。4月13日、氏清より吉浜法華堂別当職並びに寺地安堵状を受く。4月17日、山城房日明に安房安西内伊戸村の法華堂を譲る。4月25日、保田妙本寺開基小泉4代、宰相阿日郷寂。〔61歳〕
- 1354年（正平9年）2月中旬、保田日明、薩摩阿日睿の本迹問答十七条を録す。4月22日、日慶〔薩摩阿日睿の異母弟〕保田日郷の分骨を日向に納む。7月21日、日向法華堂〔定善寺〕焼失。11月8日、保田妙本寺の板本尊〔願主2代日賢〕彫刻（妙本寺蔵）
- 1382年（弘和2年）3月5日、日向の法一、土地をあいのやつの御堂〔保田妙本寺〕に寄進す。
- 1395年（応永2年）11月28日、成喜、保田妙本寺の寺地を安堵す。
- 1401年（応永年8年）10月27日、鎌倉管領足利持氏保田妙本寺の寺地を安堵す。
- 1419年（応永26年）8月8日、保田妙本寺、板本尊を彫刻す。
- 1454年（享徳3年）7月1日、足利成氏、制札を保田妙本寺に掲ぐ。
- 1477年（文明9年）保田妙本寺、日向諸末寺と和融。
- 1506年（永正3年）8月13日、藤平の母田地を保田妙本寺に寄進。
- 1514年（永正11年）11月16日、保田・小泉11代三河阿惣持坊日要寂。〔79歳〕
- 1553年（天文22年）7月13日、保田妙本寺兵禍焼失。
- 1577年（天正5年）保田妙本寺再建。
- 1580年（天正8年）宇部弘政、保田妙本寺に田地を寄す。
- 1581年（天正9年）大聖人300遠忌。12月25日、保田日侃および隠居日我、島津藩に日向の保田妙本寺末庇護の事を訴う。
- 1591年（天正19年）7月28日、里見義康、保田妙本寺の寺領3分の1を安堵す。11月12日、里見義康、保田妙本寺の諸役を免ず。
- 1593年（文禄2年）12月15日、里見義康、佐久間郷の田地5貫文〔3分の1〕を保田妙本寺に寄す。
- 1606年（慶長11年）7月3日、里見忠義、保田妙本寺に50石6斗6升4合を寄す。
- 1648年（慶安1年）2月20日、保田日前、小泉久遠寺及び衆檀中へ保田妙本寺の後董を求む。
- 1686年（貞享3年）4月、保田妙本寺より西山本門寺の出入取下げをなす。
- 1732年（享保17年） 日興・日目400遠忌。保田妙本寺客殿再建。
- 1858年（安政5年）12月7日、保田妙本寺本堂焼失。
- 1865年（慶応1年）6月、保田妙本寺客殿再建。
- 1876年（明治9年）末寺13ヶ寺とともに、富士門流の統一教団日蓮宗興門派の結成に参加。
- 1899年（明治32年）、日蓮宗興門派は日蓮本門宗（本門宗）と改称。
- 1941年（昭和16年）、本門宗は一致派の日蓮宗、勝劣派の顕本法華宗とともに三派合同を行い、日蓮宗を結成。
- 1957年（昭和32年）4月、旧末寺4ヶ寺とともに日蓮宗を離れ、日蓮正宗となる（旧末寺9ヶ寺は日蓮宗に残留）。
- 1960年（昭和35年）、本堂再建。
- 1995年（平成7年）、日蓮正宗から独立し、単立の宗教法人となる。

## 境内

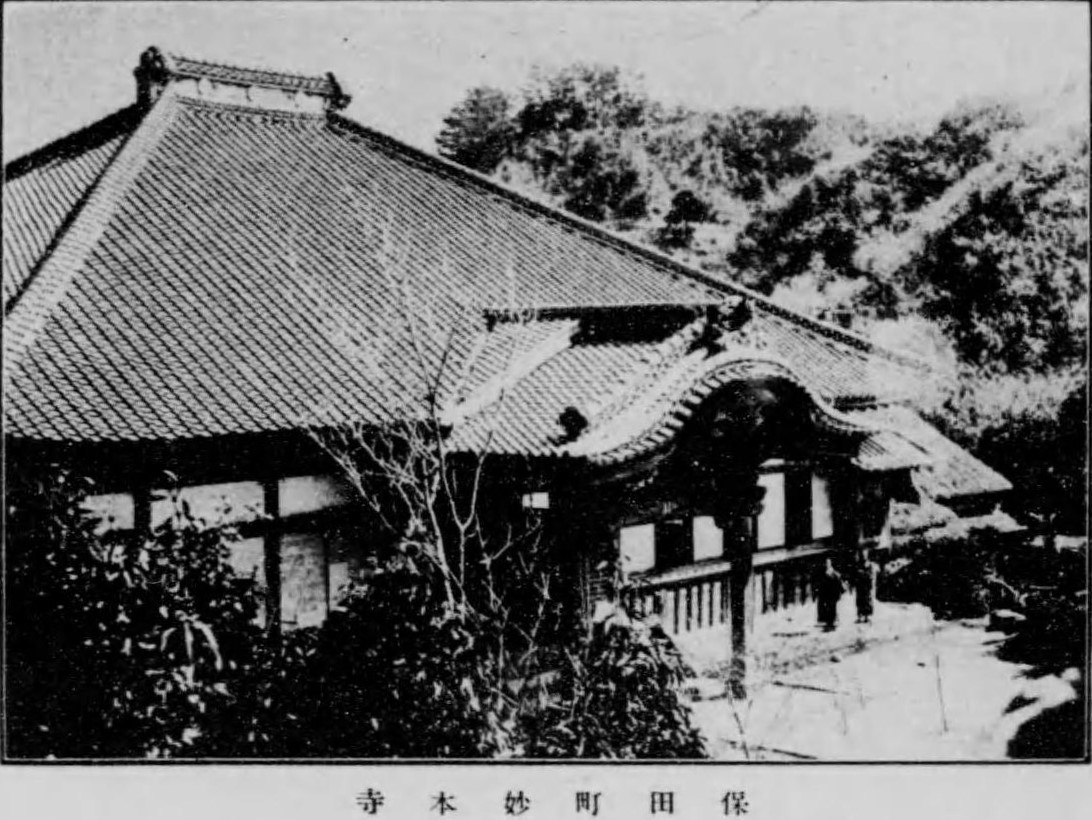
1926年（大正15年）年頃の妙本寺
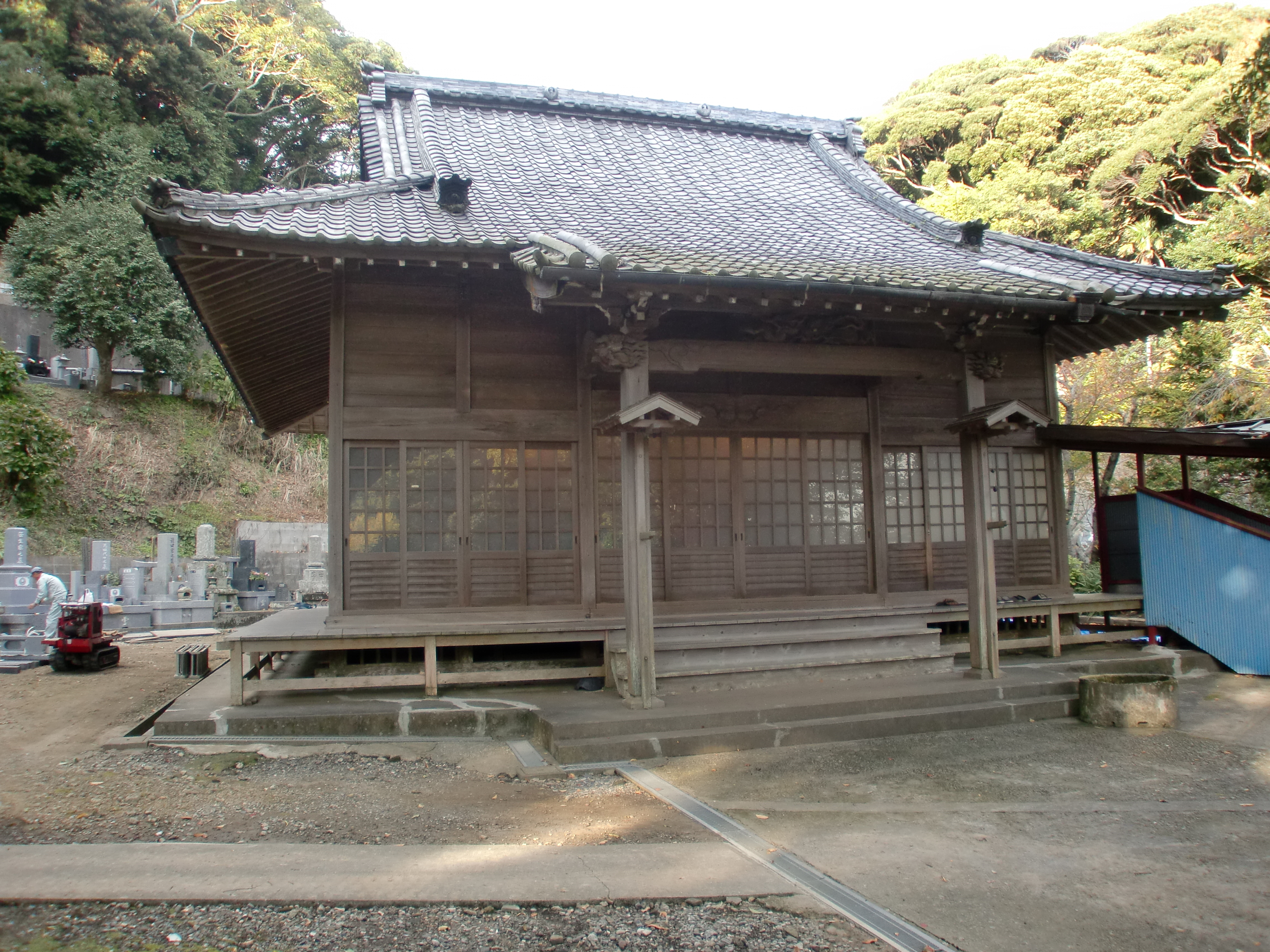
本堂（御影堂）
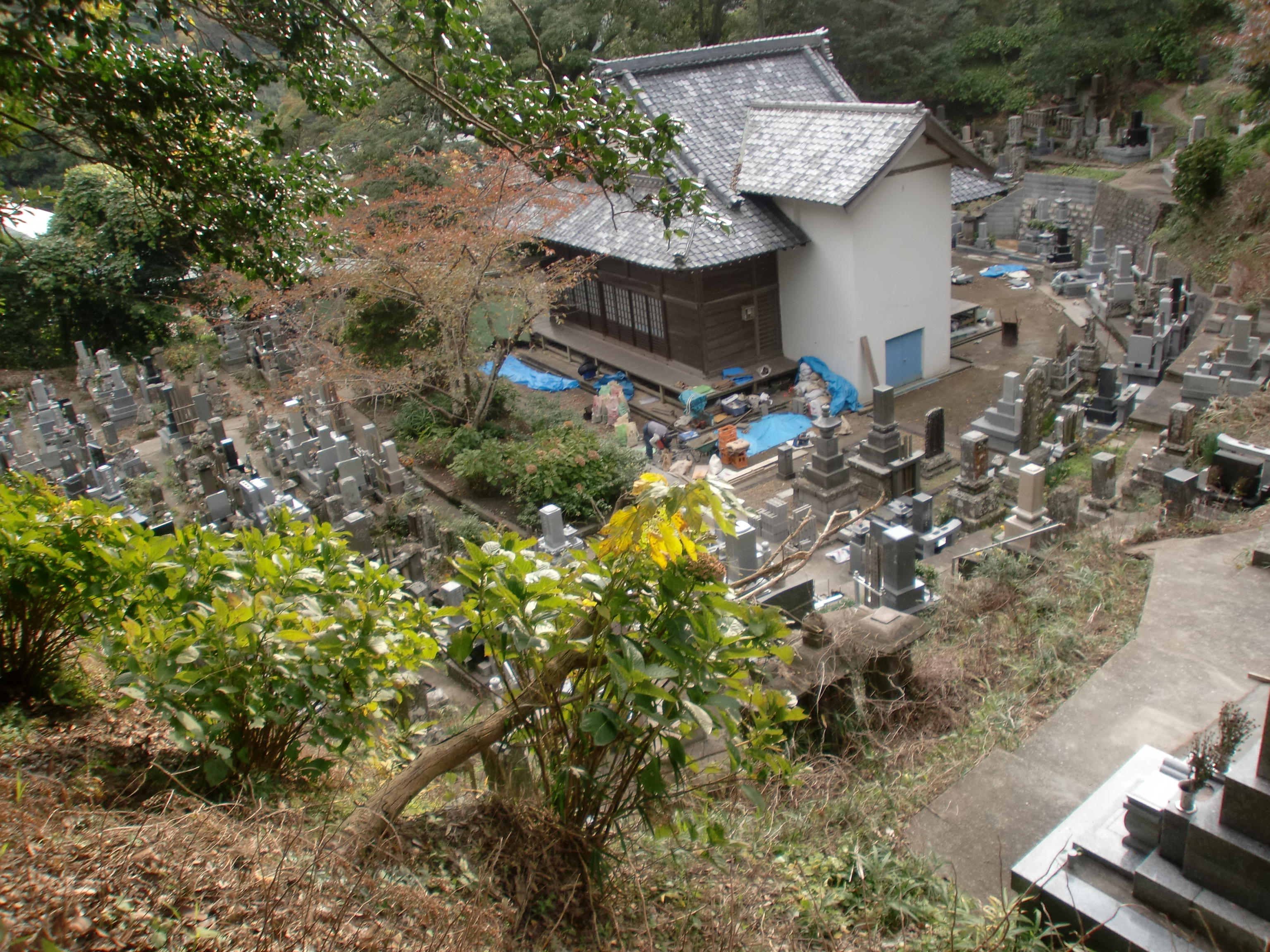
本堂裏（御影安置部分は耐火構造）
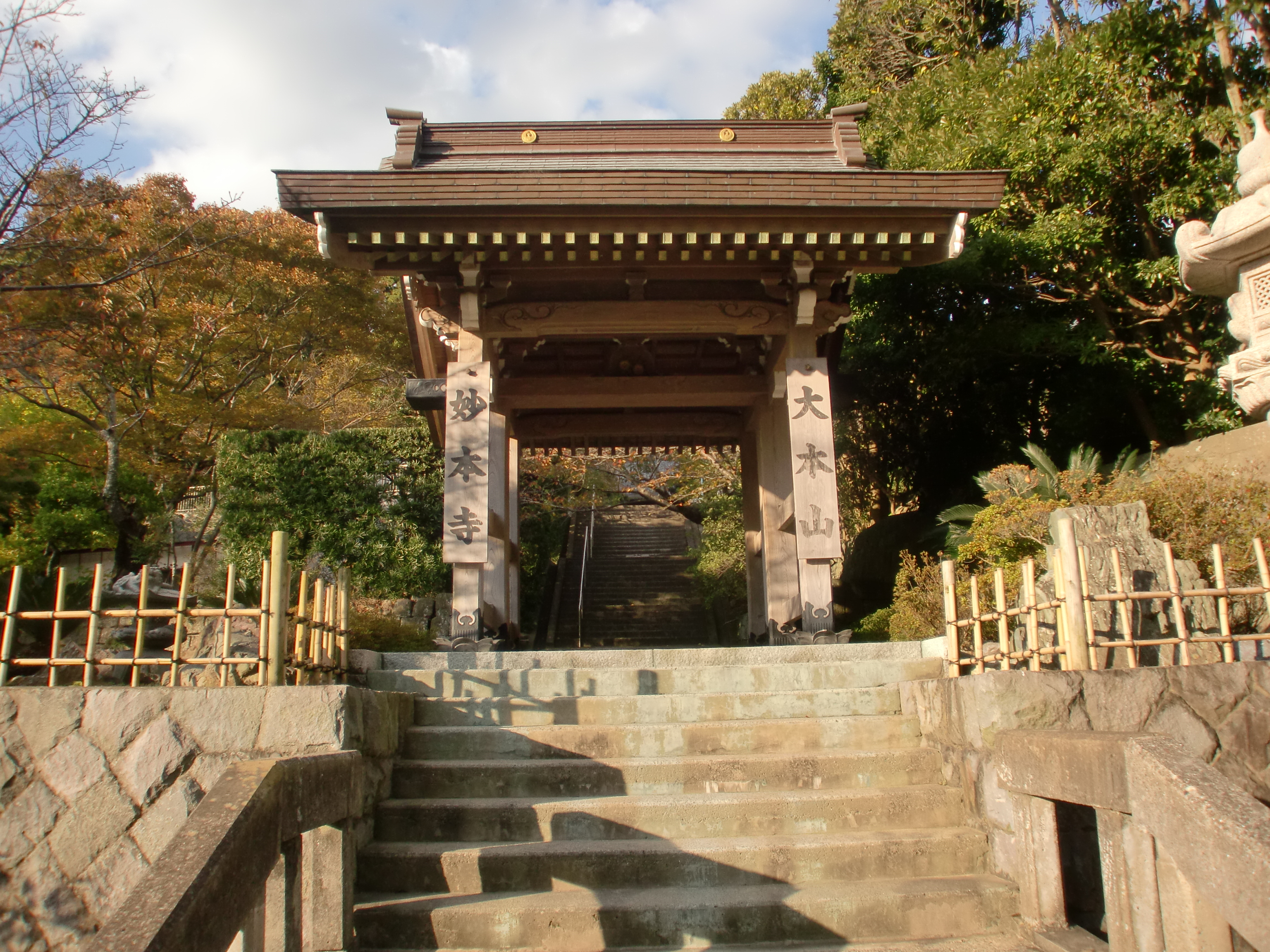
山門
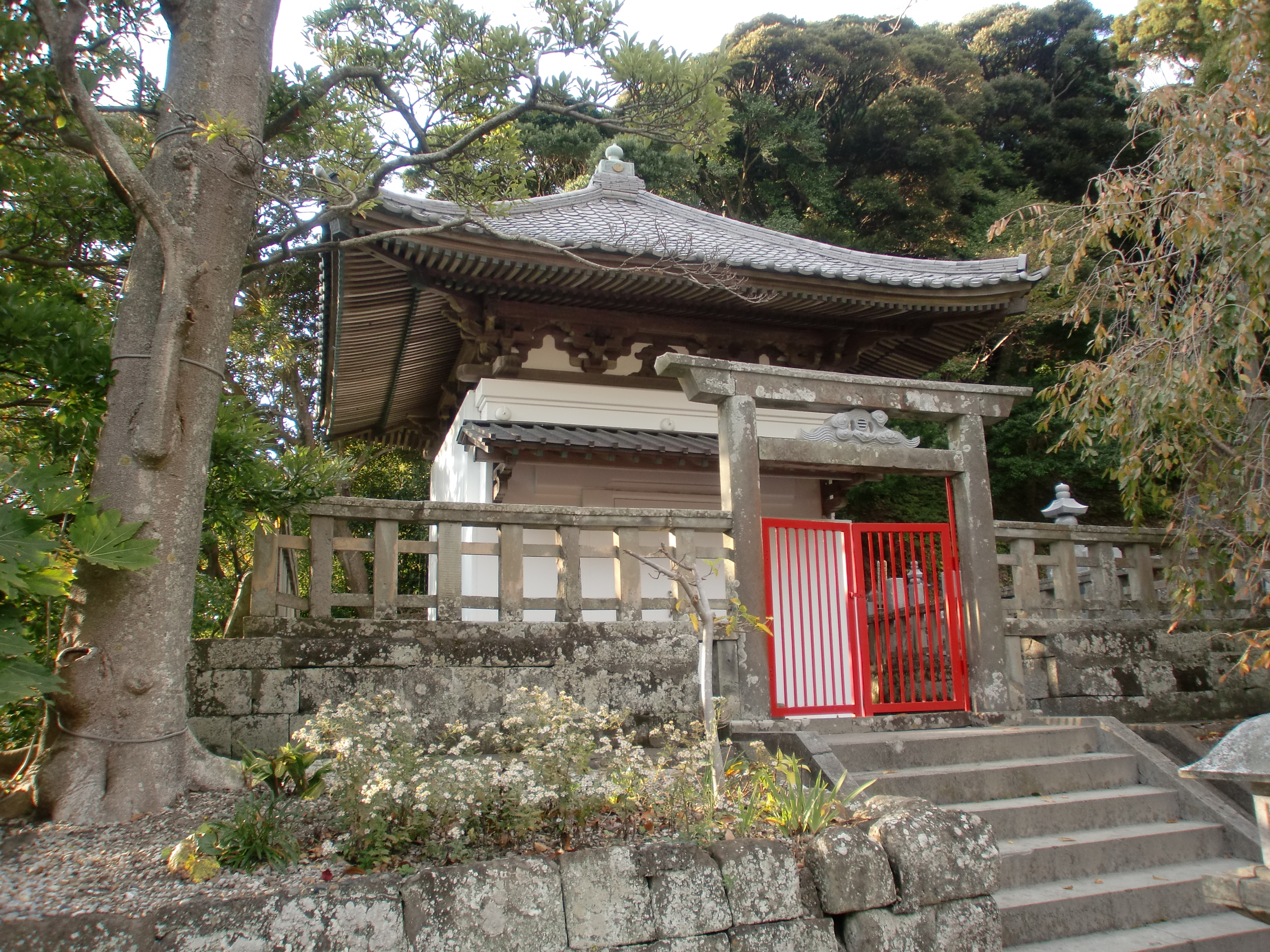
御宝蔵
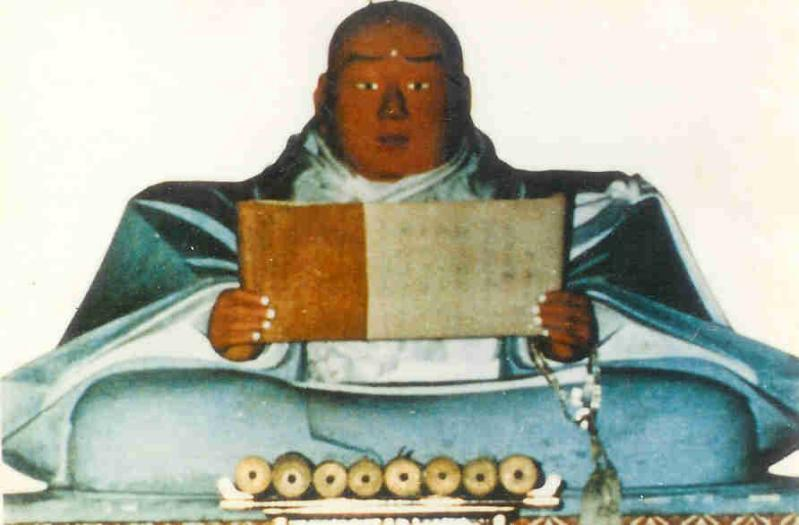
日蓮大聖人等身の正御影（日法作と伝わる）

## 歴代住職
| 代   | 日号 | 阿闍梨号・院号     | 命日                                                        | 享年  | 備考                                                                                      |
| ---- | ---- | ------------------ | ----------------------------------------------------------- | ----- | ----------------------------------------------------------------------------------------- |
| 宗祖 | 日蓮 |                    | 弘安5年10月13日（1282年）                                   | 61歳  | 武蔵・池上にて御入滅                                                                      |
| 2祖  | 日興 | 白蓮阿闍梨         | 元弘3年2月7日（1333年）南朝 正慶2年2月7日（1333年）北朝     | 88歳  | 上条大石寺建立 北山本門寺建立                                                             |
| 3祖  | 日目 | 新田卿阿闍梨       | 元弘3年11月15日（1333年）南朝 正慶2年11月15日（1333年）北朝 | 74歳  | 美濃・垂井にて御遷化                                                                      |
| 4世  | 日郷 | 宰相阿闍梨         | 文和2年4月25日（1353年）                                    | 61歳  | 大田氏 小泉4代 安房・保田妙本寺開山 駿河・小泉久遠寺、本妙寺、妙圓寺開山 日向・妙國寺開山 |
| 5世  | 日傳 | 中納言阿闍梨       | 應永23年10月11日（1416年）                                  | 77歳  | 南条氏 小泉5代                                                                            |
| 6世  | 日周 | 侍従阿闍梨         | 嘉吉元年6月13日（1441年）                                   | 81歳  | 木内氏 小泉6代                                                                            |
| 7世  | 日祐 | 二位阿闍梨         | 永享7年3月13日（1435年）                                    | 61歳  | 藤平氏 小泉7代                                                                            |
| 8世  | 日永 | 成就阿闍梨         | 寛正元年1月8日（1460年）                                    |       | 鳥倉氏 小泉8代                                                                            |
| 9世  | 日安 | 按察阿闍梨         | 長享元年7月22日（1487年）                                   | 75歳  | 南条氏 小泉9代 駿河・圓蔵寺開山                                                           |
| 10世 | 日信 | 大蔵阿闍梨         | 延徳元年2月17日（1489年）                                   | 64歳  | 曽我氏 小泉10代                                                                           |
| 11世 | 日要 | 三河阿闍梨         | 永正11年11月16日（1514年）                                  | 79歳  | 中村氏 小泉11代                                                                           |
| 12世 | 日清 | 左京阿闍梨         | 文亀3年1月18日（1503年）                                    |       | 曽我氏 小泉12代 駿河・妙圓寺8代 駿河・圓蔵寺2代                                           |
| 13世 | 日繼 | 二位阿闍梨         | 大永7年7月2日（1527年）                                     | 65歳  | 吉田氏 小泉13代                                                                           |
| 14世 | 日我 | 大夫阿闍梨         | 天正14年11月11日（1586年）                                  | 79歳  | 長友氏 小泉14代                                                                           |
| 15世 | 日侃 | 宰相阿闍梨         | 慶長6年6月6日（1601年）                                     | 77歳  | 山名氏 小泉15代                                                                           |
| 16世 | 日珍 | 左京阿闍梨         | 寛永18年3月8日（1641年）                                    |       | 小泉16代                                                                                  |
| 17世 | 日東 | 和泉阿闍梨         | 寛永10年4月14日（1633年）                                   | 44歳  | 小泉17代                                                                                  |
| 18世 | 日前 | 権太夫阿闍梨       | 慶安元年3月19日（1648年）                                   | 65歳  | 小泉18代                                                                                  |
| 除暦 | 日濃 |                    | 天和2年4月19日（1682年）                                    |       |                                                                                           |
| 19世 | 日應 | 前司阿闍梨         | 延宝4年12月10日（1676年）                                   | 51歳  | 小泉19代                                                                                  |
| 20世 | 日有 | 遣普阿闍梨         | 元禄4年2月6日（1691年）                                     | 82歳  | 小泉21代                                                                                  |
| 21世 | 日重 | 駿河阿闍梨         | 元禄3年10月1日（1690年）                                    | 71歳  | 小泉22代 駿河・妙圓寺14代                                                                 |
| 22世 | 日達 | 伊東阿闍梨         | 宝永元年11月2日（1704年）                                   | 63歳  | 小泉23代                                                                                  |
| 23世 | 日躰 |                    | 元禄2年6月14日（1689年）                                    | 39歳  | 小泉24代                                                                                  |
| 24世 | 日賢 |                    | 享保11年5月18日（1726年）                                   | 59歳  | 小泉25代                                                                                  |
| 25世 | 日壽 | 信行阿闍梨         | 宝暦5年1月18日（1755年）                                    | 69歳  | 小泉26代 駿河・妙圓寺19代                                                                 |
| 26世 | 日淳 |                    | 元文2年7月3日（1737年）                                     | 63歳  | 小泉27代 駿河・妙圓寺17代                                                                 |
| 27世 | 日甫 |                    | 天明元年10月15日（1781年）                                  | 81歳  | 小泉29代                                                                                  |
| 28世 | 日幽 |                    | 元文5年5月10日（1740年）                                    | 96歳  | 小泉30代                                                                                  |
| 29世 | 日潤 |                    | 宝暦12年3月24日（1762年）                                   | 51歳  | 小泉32代 駿河・妙圓寺21代                                                                 |
| 30世 | 日演 |                    | 明和7年10月15日（1770年）                                   | 62歳  | 小泉33代 駿河・妙圓寺22代                                                                 |
| 31世 | 日正 |                    | 文政元年3月4日（1818年）                                    | 84歳  | 小泉34代                                                                                  |
| 32世 | 日暁 |                    | 寛政6年11月15日（1794年）                                   | 49歳  | 小泉37代 駿河・妙圓寺27代                                                                 |
| 33世 | 日承 |                    | 文政7年1月21日（1824年）                                    | 72歳  | 小泉40代 駿河・妙圓寺38代                                                                 |
| 34世 | 日眷 |                    | 天保3年3月28日（1832年）                                    | 57歳  | 小泉44代 駿河・妙圓寺39代                                                                 |
| 35世 | 日曜 | 三枝阿闍梨         | 安政4年5月25日（1857年）                                    | 74歳  | 小泉45代 安房・本乗寺20代                                                                 |
| 36世 | 日樹 | 拳扇阿闍梨         | 安政4年3月4日（1857年）                                     | 48歳  | 小泉47代 安房・本乗寺22代                                                                 |
| 37世 | 日勘 | 大見阿闍梨         | 明治40年10月13日（1907年）                                  | 91歳  | 富士氏 小泉48代 安房・本乗寺23代                                                          |
| 38世 | 日英 |                    | 明治3年7月22日（1870年）                                    | 38歳  | 小泉49代 駿河・妙圓寺47代                                                                 |
| 39世 | 日霊 |                    | 明治31年3月5日（1898年）                                    | 61歳  | 富士氏 小泉52代 駿河・妙圓寺48代                                                          |
| 40世 | 日暎 |                    | 大正2年7月2日（1913年）                                     | 69歳  |                                                                                           |
| 41世 | 日開 |                    | 明治42年10月12日（1909年）                                  | 49歳  | 福田氏 小泉56代                                                                           |
| 42世 | 日純 |                    | 明治45年4月21日（1912年）                                   | 49歳  | 小原氏 小泉54代                                                                           |
| 43世 | 日典 |                    | 昭和12年10月15日（1937年）                                  | 72歳  | 野崎氏 小泉58代 駿河・妙圓寺52代                                                          |
| 44世 | 日住 | 常進院             | 大正10年5月1日（1921年）                                    | 71歳  | 大井氏 伊豆實成寺37代                                                                     |
| 45世 | 日運 |                    | 大正14年9月19日（1925年）                                   | 61歳  | 瀬戸氏                                                                                    |
| 46世 | 日遠 |                    | 昭和2年9月24日（1927年）                                    | 62歳  | 菅氏                                                                                      |
| 47世 | 日顕 | 上総阿闍梨・海全院 | 昭和14年1月7日（1939年）                                    | 70歳  | 吉田氏 小泉59代 駿河・妙圓寺53代 日向・本東寺28代                                         |
| 48世 | 日邦 |                    | 昭和26年8月8日（1951年）                                    | 76歳  | 青木氏 小泉60代 安房・本乗寺28代                                                          |
| 49世 | 日照 | 光明院             | 昭和41年2月20日（1966年）                                   | 82歳  | 富士氏 駿河・妙圓寺54代                                                                   |
| 50世 | 日櫻 | 観岳院             | 平成21年9月18日（2009年）                                   | 101歳 | 鎌倉寛全 安房・本乗寺29代                                                                 |
| 51世 | 日誠 |                    |                                                             |       | 鎌倉修郷 現貫首                                                                           |

## 旧本末
- 中谷山下之寺（千葉県安房郡鋸南町吉浜）- 塔頭
- 中谷山西之寺（千葉県安房郡鋸南町吉浜）- 塔頭
- 中谷山山本寺（千葉県安房郡鋸南町吉浜）- 塔頭
- 中谷山久圓寺（千葉県安房郡鋸南町吉浜）- 塔頭
- 円融山大行寺（千葉県安房郡鋸南町保田）- 日蓮宗
- 福谷山妙顕寺（千葉県安房郡鋸南町大六）- 日蓮宗
- 法光山本顕寺（千葉県君津市貞元）- 日蓮正宗
- 永豊山本乗寺（千葉県富津市加藤）- 日蓮正宗
- 立古山顕徳寺（千葉県富津市山中）- 単立
- 成光山妙蓮寺（千葉県南房総市富浦町手取）- 日蓮宗
- 長興山遠本寺（千葉県鴨川市奈良林）- 単立
- 長継山妙遠寺（神奈川県川崎市川崎区宮前町）- 日蓮宗

この他、宮崎県下の富士門流のほとんどが久妙両山の末寺である。

## 年中行事
- 1月1日　午前0時　新年勤行会
- 1月7日　正午　七草会
- 1月11日　午前11時　御蔵開き
- 2月16日　正午　宗祖御誕生会
- 3月春分の日　正午　春季彼岸会
- 4月25日　午前11時　御開山会
- 4月28日　正午　立宗会
- 7月13－15日　お盆【大・吉・保　地区】
- 8月13－15日　お盆【他地区】
- 9月12日　正午　龍ノ口法難会
- 9月秋分の日　正午　秋季彼岸会
- 10月第3日曜　御霊宝御虫払い会
- 11月11日　午後5時　小松原御法難会
- 11月13日　午前11時　御会式
- 12月31日　午後5時　年末勤行会
- 毎月13日　午後1時　御講

## 文化財
- 日蓮の真蹟本尊の一つである「万年救護本尊」がある[1][注釈 1][注釈 2]。

## 交通アクセス
- JR内房線、保田駅より南へ約2キロ。